# SUMMER SONG
〈SUMMER SONG〉(서머 송)은 일본의 싱어송라이터 YUI가 2008년 7월 2일에 스튜디오세븐 레코딩에서 발매한 12번째 싱글이다. 광고 문구는 ‘2008년 YUI의 청춘 여름 송이 완성!’이다.

## 수록곡
1. SUMMER SONG
2. Oh My God
3. Laugh away ~YUI Acoustic Version~
4. SUMMER SONG ~Instrumental~

## 한정반 DVD
1. SUMMER SONG: Music Video
2. Laugh away: YUI Acoustic Version PV
3. SUMMER SONG + Laugh away: All Play Version

## PV
〈SUMMER SONG〉의 타이틀곡인 SUMMER SONG은 이전에 내놓았던 곡인 Laugh away의 이야기를 잇는 곡이다. 이에 따라 PV에 나오는 배우도 하야시 겐토, 오카모토 안리가 재등장한다. SUMMER SONG PV의 이야기는 1년 반 후에 나온 싱글 〈GLORIA〉의 타이틀곡인 GLORIA의 PV로 이어진다.
Laugh away는 봄, SUMMER SONG은 여름, GLORIA는 겨울의 청춘 노래이다. 이들은 서로 약간 연관된 이야기이다. 이런 의도에서 이 싱글의 한정반에서는 SUMMER SONG과 Laugh Away의 PV를 이어서 만든 All Play Version PV와 Laugh away의 PV를 제공하였다.

## 타이틀곡의 명칭
이 싱글 〈SUMMER SONG〉의 타이틀곡은 이 싱글에서는 SUMMER SONG으로 표기하였으나, 이 곡이 들어가는 정규 앨범 4집 《HOLIDAYS IN THE SUN》에서는 명칭을 YUI 본인의 의향에 의해 Summer Song으로 바꾸었다.
| 오리콘 주간 싱글차트 1위 2008년 7월 14일자 |                     |                         |
| 이전                                       | YUI 《SUMMER SONG》 | 다음                    |
| 아라시 《One Love》                        | YUI 《SUMMER SONG》 | 퍼퓸 《love the world》 |
|                                            |                     |                         |
|                                            |                     |                         |